# Alnwick
Alnwick – miasto w Wielkiej Brytanii, w Anglii, w regionie North East England, w hrabstwie Northumberland. W 2001 r. miasto to zamieszkiwało 7 600 osób.
Urodził się tu Sir George Biddell Airy — angielski astronom.
W Alnwick znajduje się XI-wieczny zamek (Alnwick Castle), a także ogród botaniczny, w którym zebrano najniebezpieczniejsze rośliny świata. Część roślin (ze względu na ryzyko wyrwania) zamknięto w klatkach.

## Miasta partnerskie
- Bryne
- Voerde (Niederrhein)
- Lagny-sur-Marne